# Михайлівці (Хмельницька область)
Миха́йлівці — село в Україні, у Щиборівській сільській громаді Хмельницького району Хмельницької області. Населення становить 560 осіб.

## Історія
У 1906 році село Красилівської волості Старокостянтинівського повіту Волинської губернії. Відстань від повітового міста 30 верст, від волості 8. Дворів 128, мешканців 782.
Колищній орган місцевого самоврядування — Михайлівецька сільська рада.

## Населення

### Мова
Розподіл населення за рідною мовою за даними перепису 2001 року:
| Мова       | Кількість | Відсоток |
| ---------- | --------- | -------- |
| українська | 558       | 99.64 %  |
| російська  | 2         | 0.36 %   |
| Усього     | 560       | 100 %    |

## Пам'ятки
Михайлівецьке — заповідне урочище місцевого значення.